# Portalápiz

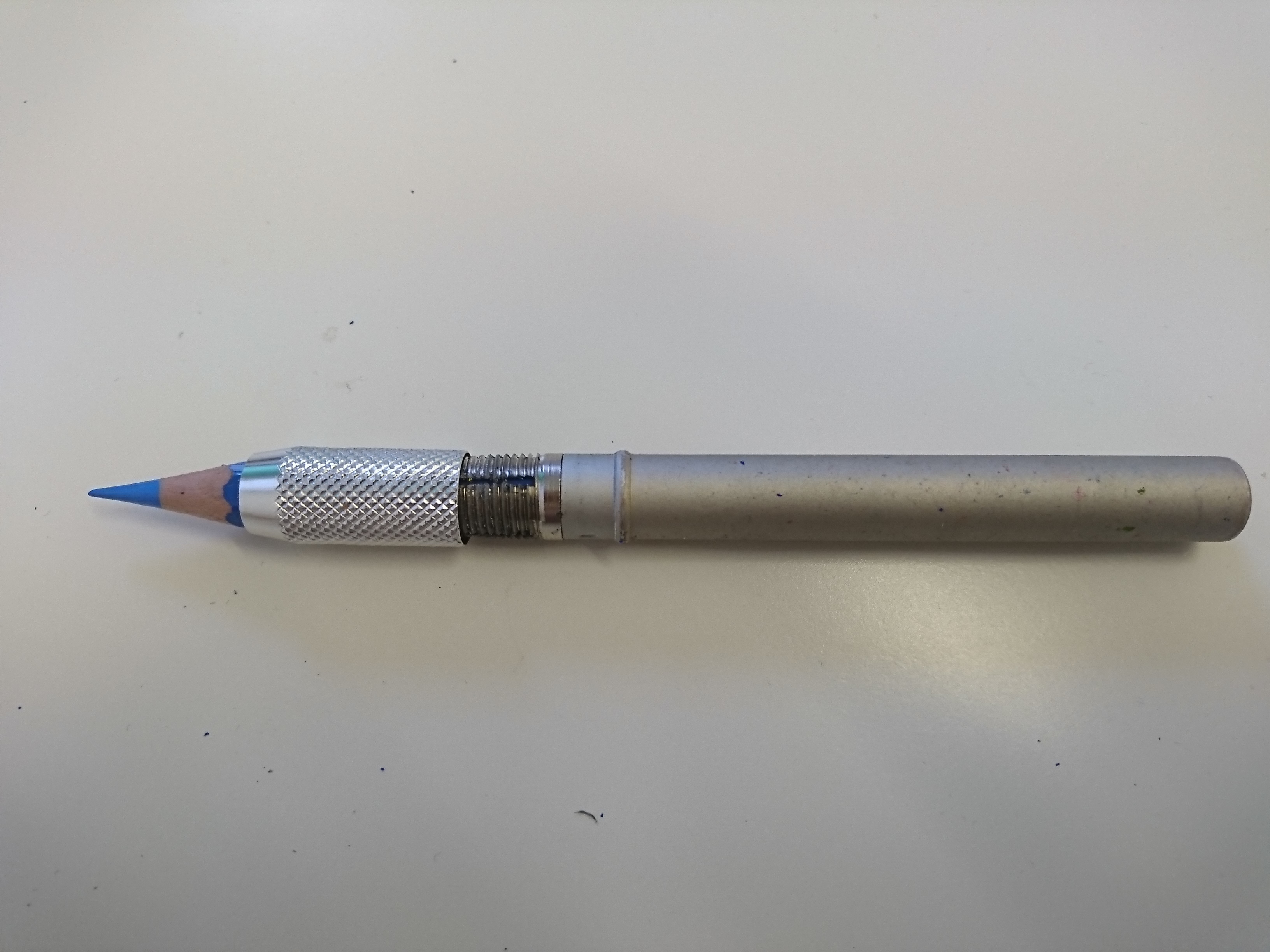
Un extensor de lápiz de metal.

Un portalápiz, extensor o prolongador de lápiz a una especie de estuche donde se coloca un lápiz o carboncillo. Cumple las funciones de proteger la herramienta de dibujo y permitir al usuario maniobrarla cómodamente cuando su tamaño sea muy pequeño. También evita que se manchen los dedos o el soporte.
Una versión de portalápices están formados por dos brazos de metal delgado de forma semicilíndrica soldados uno al otro y cuyas extremidades se abren de modo que pueda meterse el lapicero. A continuación, se aprieta por medio de un anillo que oprime los brazos de metal. Por lo común, los portalápices pueden recibir un lápiz en cada uno de los dos extremos. 